# Pierre Grégoire

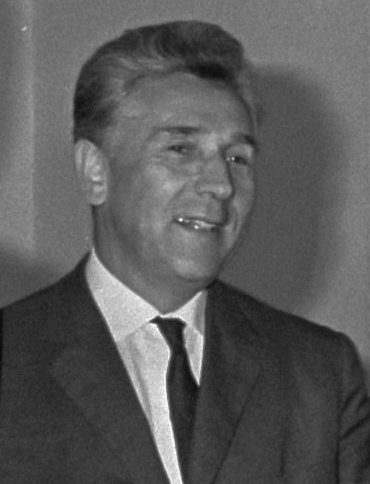
Pierre Grégoire, 1967

Pierre Grégoire (* 9. November 1907 in Vichten; † 8. April 1991 in Luxemburg (Stadt)) war ein luxemburgischer Politiker der Christlich Sozialen Volkspartei (CSV), Journalist und Schriftsteller.

## Journalist und Schriftsteller
Grégoire, der von Beruf zunächst Postbeamter war, begann seine journalistische Laufbahn 1933 als Redakteur der Tageszeitung Luxemburger Wort.
Später schrieb er unter seinem Namen sowie unter den Pseudonymen Gregor Stein, Peter Stein, Erio sowie Jopiter.

## Politische Laufbahn

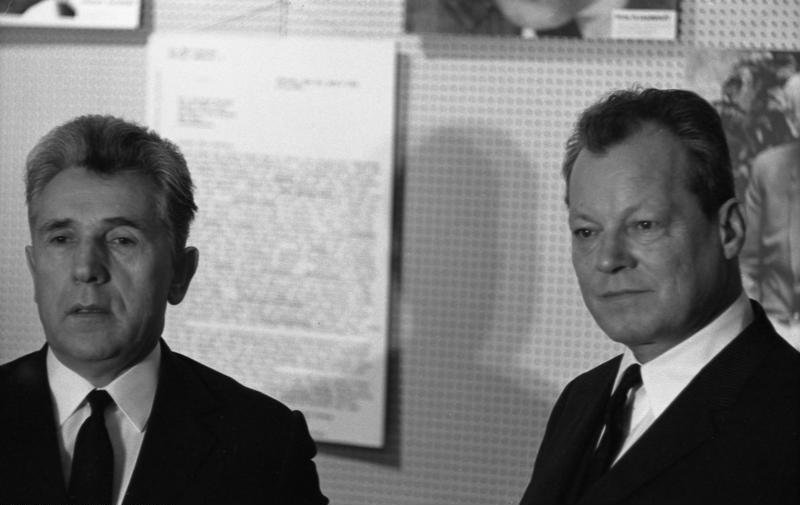
Pierre Grégoire und Willy Brandt 1968

Grégoire begann seine politische Laufbahn nach dem Zweiten Weltkrieg als Generalsekretär der CSV.
Vom 1. Oktober 1957 bis zum 1. April 1959 war er Mitglied der Parlamentarischen Versammlung des Europarates.
Von 1959 bis 1964 war er Minister für Inneres, Verkehr, Kunst und Kultur sowie anschließend bis 1967 Minister für Bildung, Kultur und den öffentlichen Dienst. Vom 3. Januar 1967 bis zum 6. Februar 1969 war er Minister für Auswärtiges, Armee und Kultur im Kabinett von Pierre Werner. In der Funktion des Außenministers war er im 1. Halbjahr 1969 Präsident des Rats der Europäischen Union.
Im Anschluss an seine Ministertätigkeit war er 1969 bis 1974 Präsident der Abgeordnetenkammer (Chambre des députés). Anschließend wählte ihn die Abgeordnetenkammer zu ihrem Ehrenpräsidenten.

## Auszeichnungen
- 1974: Großes Goldenes Ehrenzeichen am Bande für Verdienste um die Republik Österreich[1]
- 1976: Peter-Wust-Preis[2]

## Veröffentlichungen und Reden
- mit Léon Bloy: Die Seele Napoleons. 1954
- mit Edouard Calic, André Malraux, Walther Hofer: Der Reichstagsbrand. Die Provokation des 20. Jahrhunderts. Forschungsergebnis. 1984, ISBN 3-598-10003-5
- Kleine Spiele um den großen Spieler. 1962
- Pädagogen-Profile. Beiträge zur luxemburgischen Kunst- und Kulturgeschichte. 1966
- Europäische Resistenz und deutscher Widerstand. Rede zum 20. Juli 1944 (PDF; 64 kB), 20. Juli 1970, Bonner Beethovenhalle
- Das „Yolanda“-Epos. Bruder Hermanns Dichtung im Urtext mit einer metrischen Übersetzung und einer historisch-literarhistorischen Einführung. (Luxemburg: De Frëndeskrés 1979).
- Der Fall Dr. Eduard Calic. In: kuckuck, 1986, 53

## Biographische Quellen
- Gregor Stein: Die Cäsur der Entscheidung. Gefängnisse und Konzentrationslager, 1940–1945, Luxemburg 1946
- Pierre Grégoire, gesehen mit den Augen seiner Freunde [Hrsg. André Heiderscheid u. Fernand Hoffmann], Luxemburg 1982